# Animation x Paralympic：谁是你的英雄？
《Animation x Paralympic：谁是你的英雄？》，簡稱：Anime x Para或Ani x Para（アニ×パラ），是NHK为宣传2020年夏季残奥会而制作的一系列动画短片，该短片以身心障礙人士體育運動為主題，旨在傳遞帕運會及身心障礙人士運動員體育項目的魅力。每一集的主题都是一个不同的残奥会项目，并与知名的动画创作者合作或特许经营制作。
2020年2月28日，NHK宣布取消与京都动画的合作，与京都动画合作制作的这一集原定于2019年8月播出，由于2019年7月发生的京都动画纵火案，该集无法在东京残奥会前及时完成。